# Muereasca
Muereasca ist eine Gemeinde im Kreis Vâlcea in der historischen Region Walachei in Rumänien.

## Geographische Lage

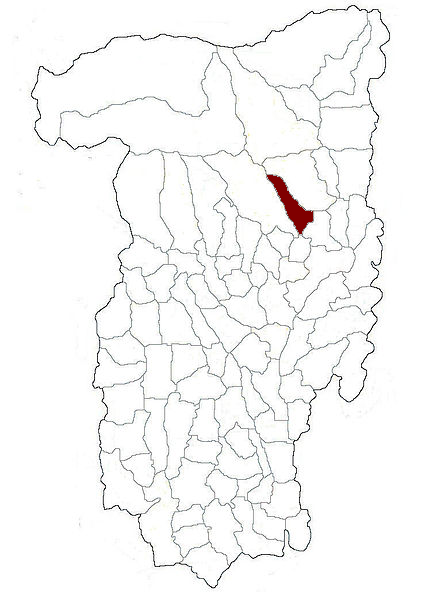
Lage der Gemeinde Muereasca im Kreis Vâlcea

Die Gemeinde Muereasca, mit einer Gesamtfläche von 4106 Hektar, liegt im Nordosten der historischen Region Kleine Walachei im Süden des Căpățână-Gebirges. Am gleichnamigen Bach – ein rechter Zufluss des Olt (Alt) – und der Kreisstraße (Drum județean) DJ 658, befindet sich der Ort Muereasca sechs Kilometer (Luftlinie) östlich von der Kleinstadt Băile Olănești; die Kreishauptstadt Râmnicu Vâlcea liegt etwa 18 Kilometer südöstlich von Muereasca entfernt.
Die Europastraße 81 verläuft etwa vier Kilometer östlich von Muereasca.

## Geschichte
Der Ort Muereasca wurde erstmals 1710, als zwei Mönche (Ilarion und Ștefan) sich auf dem Areal der Gemeinde – dem heute eingemeindeten Weiler Andreiești – ansiedelten, urkundlich erwähnt. 1727 wurde hier die alte Steinkirche (Nașterea Sfîntului Ioan Botezătorul) errichtet, welche heute die Friedhofskirche des Klosters Frăsinei ist, in welcher nur bei Beerdigungen und am 24. Juni jährlich – am Einweihungstag – Gottesdienste abgehalten werden.
Der Name des Ortes Muereasca wurde wahrscheinlich von der rumänischen Bezeichnung muiere (deutsch „Frau mit schlechtem Benehmen“) abgeleitet.

## Bevölkerung
2002 wurden in der Gemeinde Muereasca 2702 Menschen registriert. 2685 davon waren Rumänen, zehn waren Roma, drei waren Magyaren, zwei waren Ukrainer und zwei Menschen wurden einer anderen Ethnie zugeordnet. Bei der Volkszählung 2011 wurden in der Gemeinde 2467 Menschen gezählt.
Die Hauptbeschäftigung der Bevölkerung ist die Land- und Forstwirtschaft, die Viehzucht und der Obstbau.

## Sehenswürdigkeiten
- Das orthodoxe Kloster Frăsinei (⊙)[4] im eingemeindeten Dorf Andreiești, wurde in seiner heutigen Form, Ende des 18./ Anfang des 19. Jahrhunderts errichtet und steht unter Denkmalschutz.[6] Am 12. Mai 1863 wurde das Kloster der Mariä Himmelfahrt (Adormirea Maicii Domnului) geweiht. Im rumänischen Fürstentum, war das Kloster Frăsinei das einzige Kloster Rumäniens, welches nicht säkularisiert wurde.[4] Durch den koinobitischen Lebensstil der Mönche und dem Verbot des Zutritts der Frauen ins Kloster, ist dies einzigartig in Rumänien. Das Kloster Frăsinei wird auch als das rumänische Athos bezeichnet.[7] Etwa zwei Kilometer unterhalb des Klosters befindet sich eine neuere Kirche und Unterkünfte mit kostenloser Verpflegung und Übernachtung für pilgernde Frauen. Ein Schild mit dem Hinweis auf das Zutrittsverbot der Frauen zum Kloster Frăsinei, ist hier am Wegrand zu sehen. Der originale Stein mit dem Hinweis auf das Zutrittsverbot in kyrillischer Aufschrift, befindet sich heute in der Gedenkstätte des Hl. Calinic, dem Gründer des Klosters.[8] Die Bezeichnung Frăsinei bezieht sich auf den Eschenwald (rumänisch Frasin) in der Nähe des Klosters.[9] Die Zufahrt zum Kloster ist zum Teil ein steil- und sehr steiniger Weg und bei stärkeren Regenfällen kommt es immer wieder zu Erdrutschen in der Region.
- Die Kirche Sf. Nicolae in Muereasca,[10] 1782 errichtet, steht unter Denkmalschutz.[6]
- Die Kirche Sf. Ioan Botezătorul (1762–1763 errichtet)[11] und die Kirche Adormirea Maicii Domnului (1860–1863 errichtet)[12] im eingemeindeten Dorf Șuta, stehen unter Denkmalschutz.[6]

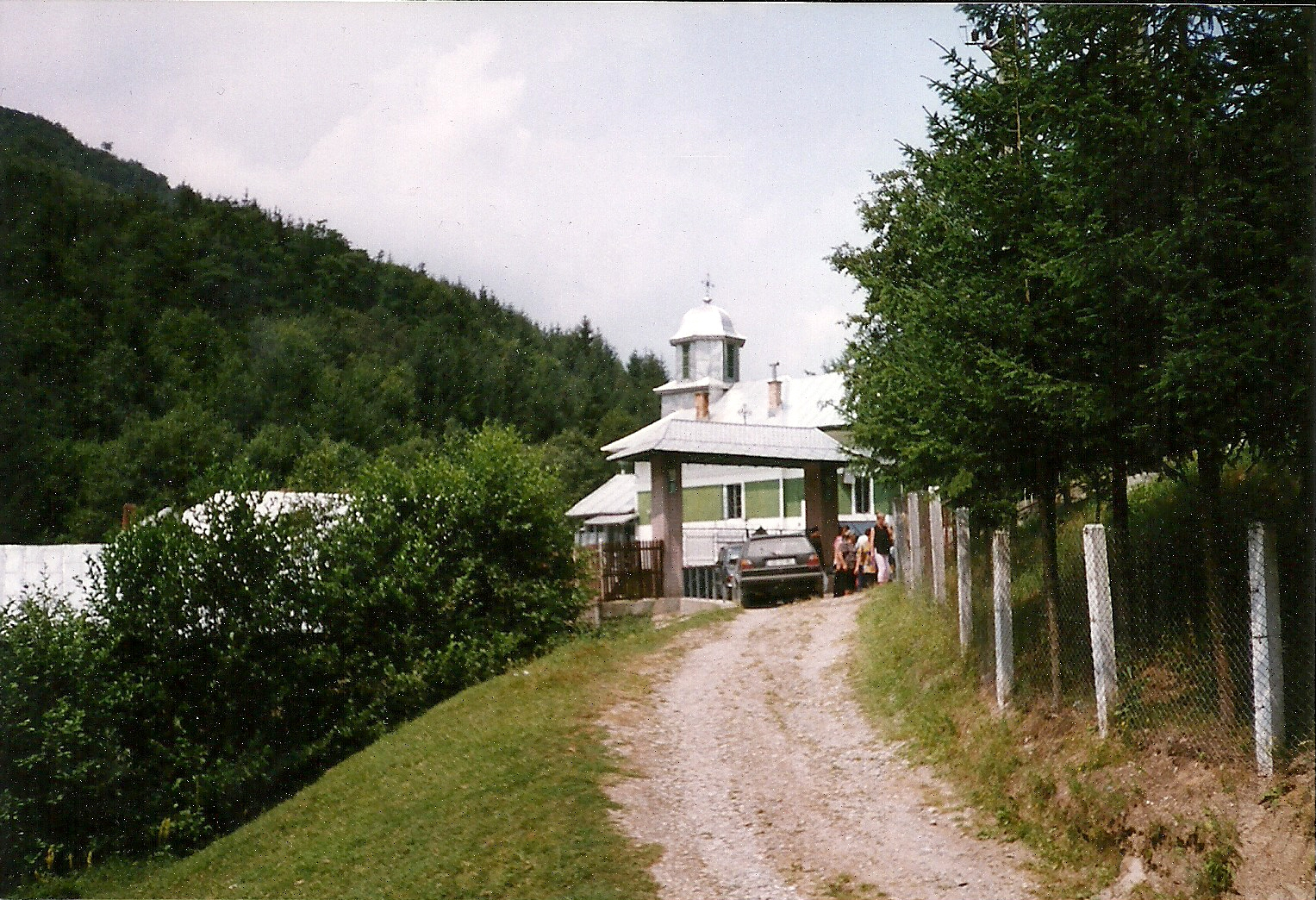
Zufahrt zur alten Kirche im Dorf Șuta (2001)
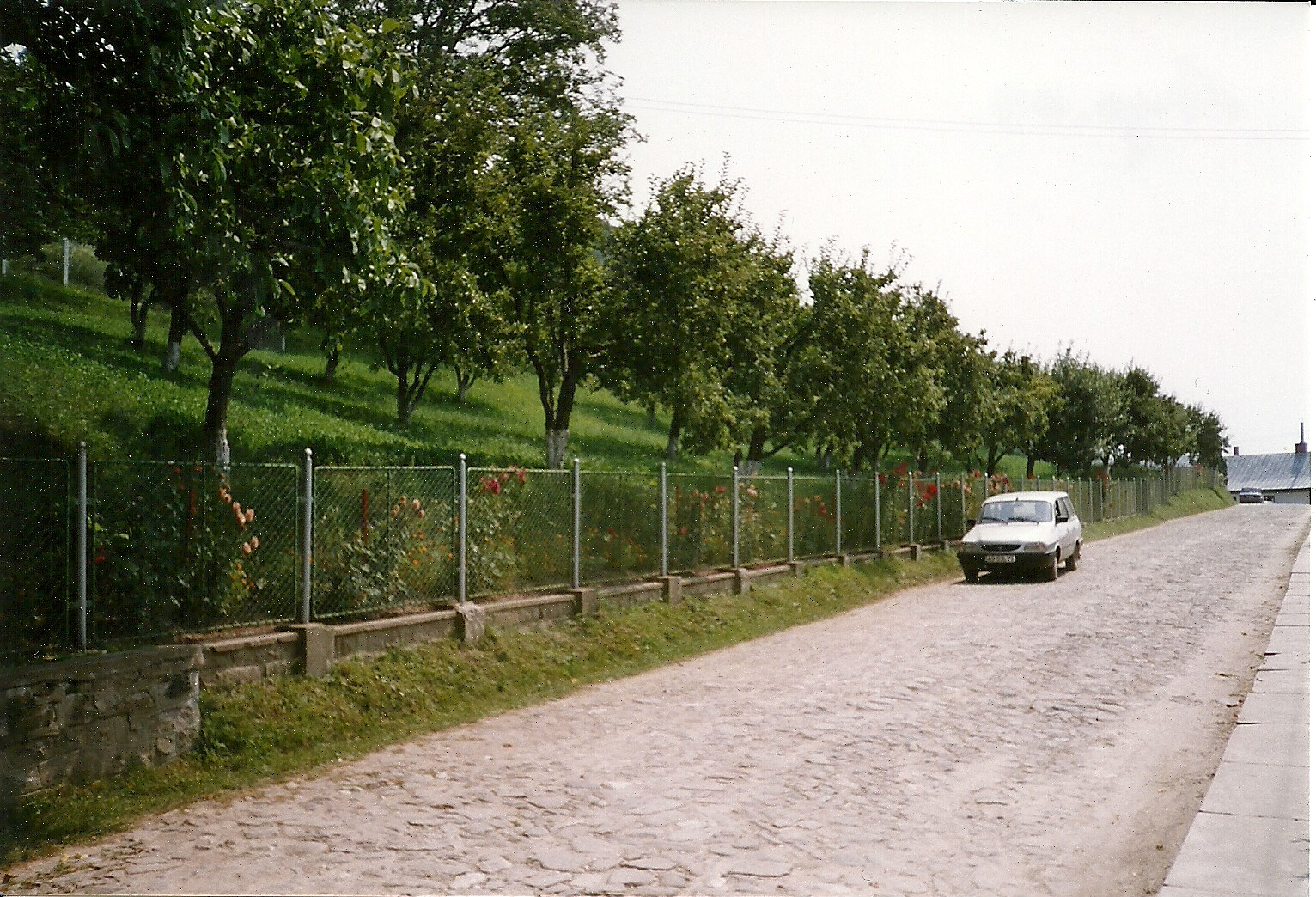
Zufahrt zum Kloster Frăsinei (2001)
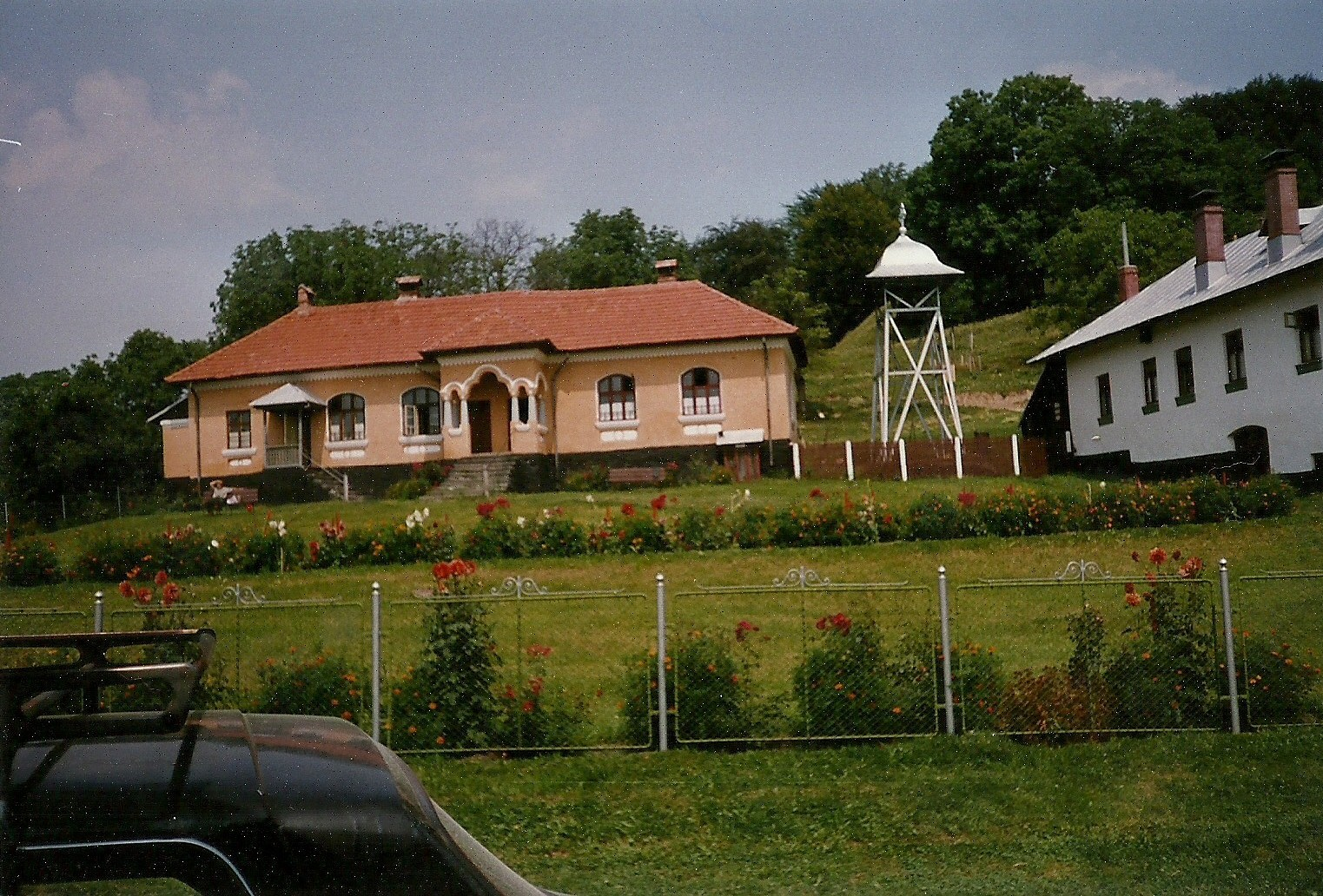
Die alte Priorei des Klosters Frăsinei (2001)
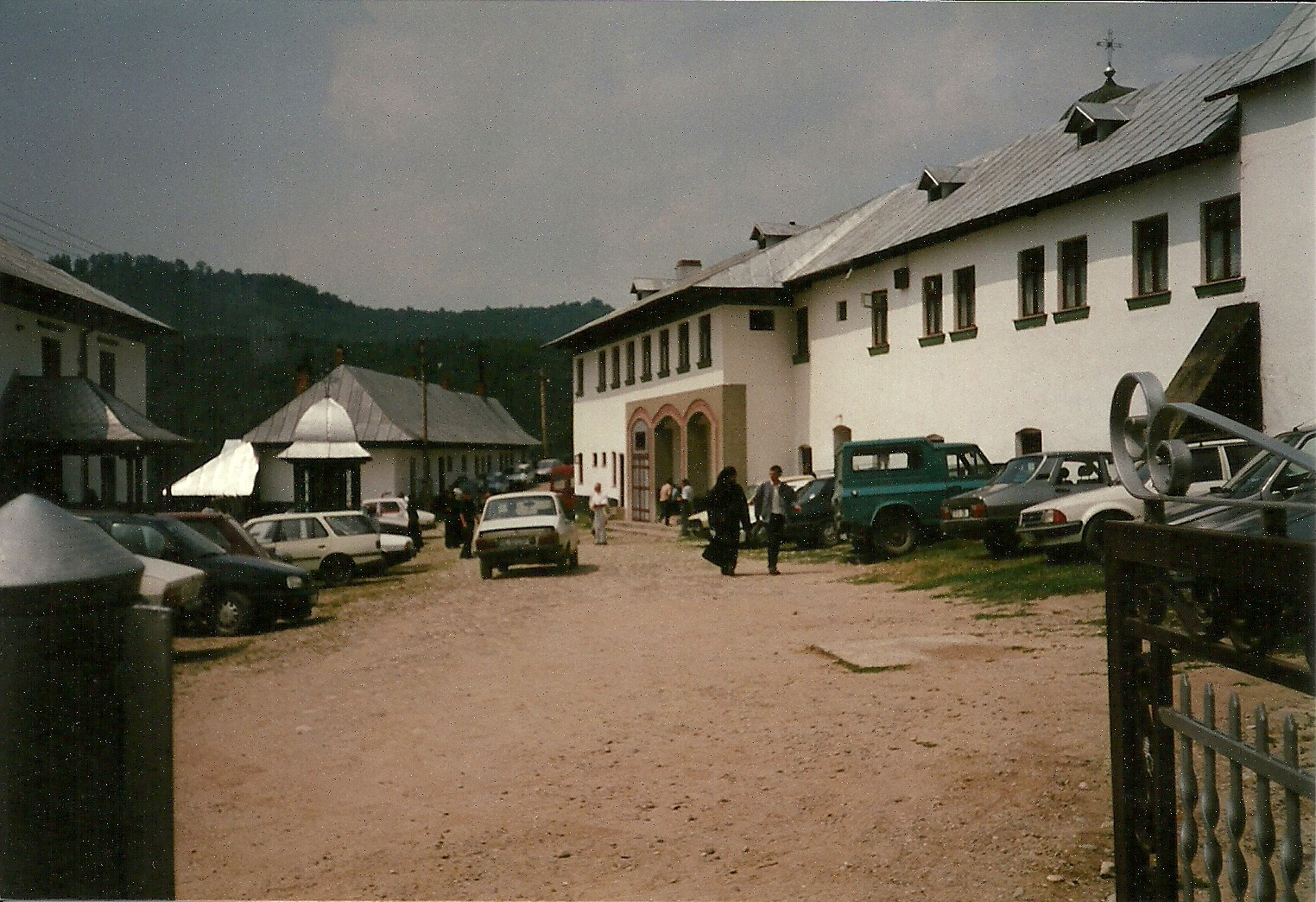
Wirtschaftsgebäude des Klosters Frăsinei (2001)